# La Honda
La Honda ist ein census-designated place (CDP) im  San Mateo County im US-Bundesstaat Kalifornien mit 979 Einwohnern (Stand: 2020).

## Lage
La Honda liegt in den Santa Cruz Mountains zwischen dem Silicon Valley und der Pazifikküste, etwa in der Mitte zwischen San Francisco und Santa Cruz.

## Persönlichkeiten
- Ken Kesey gründete die Kommune The Merry Pranksters in La Honda
- Paul Vixie lebt in La Honda
- Neil Young lebt auf der Broken Arrow Ranch in La Honda[1]